# NGC 7460
NGC 7460 (również PGC 70287 lub UGC 12312) – galaktyka spiralna (Sb/P), znajdująca się w gwiazdozbiorze Ryb. Odkrył ją Édouard Jean-Marie Stephan 21 września 1876 roku.
W galaktyce tej zaobserwowano supernową SN 2003gk.